# Leptonychia macrantha
Leptonychia macrantha är en malvaväxtart som beskrevs av Karl Moritz Schumann. Leptonychia macrantha ingår i släktet Leptonychia och familjen malvaväxter. Inga underarter finns listade i Catalogue of Life.